# Zapudje
Zapudje – wieś w Słowenii, w gminie Črnomelj. W 2018 roku liczyła 77 mieszkańców.